# Куэйл, Энтони
Сэр Джон Энтони Куэйл, CBE (англ. Sir John Anthony Quayle, 7 сентября 1913 — 20 октября 1989) — британский актёр.

## Биография
Родился в графстве Мерсисайд в семье мэнцев. Обучался в Высшей школе Абберли, а затем в Королевской академии драматического искусства в Лондоне. В 1932 году, после окончания академии, дебютировал на сцене Олд Вика. В годы Второй мировой войны Куэйл служил в британской армии в должности офицера, подразделение которого была расквартировано в графстве Нортамберленд. Затем он служил в Управлении специальных операций в Албании и был помощником губернатора Гибралтара.
С 1948 по 1956 год Куэль был руководителем Королевского Шекспировского театра и заложил основы для создания Королевской шекспировской компании. Помимо руководства театром он также и сам регулярно появлялся на театральной сцене в качестве актёра. На киноэкранах он впервые появился ещё до войны, но активную кинокарьеру начал только в 1948 году с роли в «Гамлете». В дальнейшем Куэль сыграл в таких фильмах как «Не тот человек» (1956), «Трудный путь в Александрию» (1958), «Пушки острова Наварон» (1961), «Лоуренс Аравийский» (1962), «Падение Римской империи» (1964) и «Золото Маккенны» (1968). В 1969 году за роль в картине «Тысяча дней Анны» Куэль был номинирован на премию «Оскар». В 1975 году актёр стал обладателем премии «Эмми» за роль в телефильме «Королевская скамья VII».
В 1952 году Куэль был награждён Орденом Британской империи в ранге командор, а в 1985 году королева Великобритании Елизавета II пожаловала ему титул рыцаря-бакалавра. Куэль был женат дважды: его первой супругой была актриса Гермиона Ханнен, а второй — Дороти Хайсон, родившая ему троих детей. Энтони Куэйл умер от рака печени в своём доме в Челси в 1989 году в возрасте 76 лет.